# Eberhard IV. von Starhemberg
Eberhard IV. von Starhemberg (* 1360; † 8. Februar 1429 in Salzburg) war von 1427 bis 1429 Salzburger Erzbischof.
Der Erzbischof entstammte dem mächtigen Ministerialengeschlecht der Starhemberg mit ihrem Stammschloss Storchenberg oder Stahrnberg in Haag am Hausruck. Er wurde 1360 als zweiter Sohn von Rüdiger III. von Starhemberg und dessen zweiten Frau Anna von  Dachsberg geboren. In seiner Jugend studierte er Theologie an der Universität von Paris, wo er zum Doktor promovierte. Schon früh wurde er Dechant des Domkapitels zu Salzburg.
Der Erzbischof bemühte sich in seiner kurzen Amtszeit sehr um eine geordnete Verwaltung und nahm viele Belehnungen vor. Er sorgte auch gewissenhaft für eine ausreichende Verteidigungsbereitschaft der Burgen und Schlösser.
Eberhard von Starhemberg starb am 8. Februar 1429 in Salzburg und wurde im Dom in der  St. Anna-Kapelle beigesetzt.
Ein Porträt mit Inschrift von ihm befindet sich im Schloss Eferding.